# Ongelijkbladig schapengras
Ongelijkbladig schapengras (Festuca heteropachys) is een overblijvende plant, die behoort tot de grassenfamilie (Gramineae oftewel Poaceae). De naam heeft de soort te danken aan de ongelijke bladeren. De soort komt van nature voor in Midden- en Zuidwest-Europa en is inheems in Wallonië. Het aantal chromosomen is 2n = 28.
De polvormende plant wordt 30-70 cm hoog. De ruwe, middengroene of blauwachtige bladeren zijn behaard. De buitenste bladeren zijn 1,4-1,6 mm en de binnenste 0,6-0,9 mm dik. De buitenste bladeren hebben drie ribben en 7-9 nerven. De binnenste bladeren hebben een middenrib en zeven nerven. De bladschede is wollig behaard. Het vliezige tongetje is behaard.
Ongelijkbladig schapengras bloeit in juni en juli. De bloeiwijze is een 6-15 cm lange, ruwe pluim. Het langwerpige, 7,5-8,1 mm lange aartje is zijdelings aangedrukt en heeft 3-6 fertiel bloemen. Een bloem heeft drie meeldraden. Het onderste kelkkafje is lancetvormig en heeft één nerf. Het bovenste kelkkafje is 3,9-5 mm lang en heeft drie nerven. Het onderste kroonkafje (lemma) is 4,6-6.2 mm lang, heeft vijf nerven en een 2,3-3 mm lange kafnaald. Het bovenste kroonkafje (palea) heeft twee nerven.
De vrucht is een graanvrucht.
|  |  |

Ongelijkbladig schapengras komt voor op droge, matig voedselarme, zwak zure, stikstofarme grond in grasland en op rotsgrond.